# Хеджон (ван Корьо)
Хеджон (кор. 혜종, 恵宗, Hyejong, Hyejong); ім'я при народженні Ван Му (кор. 왕무, 王武, Wang Mu, Wang Mu; 912 — 23 жовтня 945) — корейський правитель, другий володар Корьо.

## Біографія
Був сином і спадкоємцем засновника держави Тхеджо та його другої дружини.
921 року Хеджона було проголошено спадкоємцем престолу. Майже одразу після того він вирушив разом із батьком на битву проти Хупекче й відіграв значну роль у наступних численних перемогах. 943 року після смерті Тхеджо Хеджон зійшов на престол.
Його правління позначилось змовами та боротьбою за владу між синами Тхеджо. Першу та головну з таких змов організували Ван Йо та Ван Со, сини Тхеджо від його третьої дружини. Хеджона попередили про дії його братів, однак ван жодних заходів не вжив.
Хеджон помер на другий рік свого правління від отруєння ртуттю, що її додали до купальні, де приймав ванну володар Корьо. Трон після його смерті успадкував Ван Йо під ім'ям Чонджон.